# Fat, Ugly and Live
Fat, Ugly and Live (engl.: Fett, hässlich und live) ist das erste Live-Album der deutschen Thrash-Metal-Band Tankard. Es wurde im Jahr 1991 veröffentlicht.

## Entstehung und Produktion
Nach neunjährigem Bandbestehen und vier Studioalben sowie einer EP ließen Tankard am 8. Oktober 1990 in Frankfurt am Main und am darauf folgenden Tag in der Zeche Bochum ihre jeweiligen Konzerte aufnehmen. Das Lied Live to Dive spielten sie laut Ansage von Andreas Geremia auf der damaligen Tour erstmals live.
Das Material wurde im Januar 1991 von Harris Johns und der Band im Music Lab Berlin gemixt, als ausführender Produzent fungierte Karl-Ulrich Walterbach. Die Herausgabe des Albums übernahm die Firma Dark Wings. Das Album erschien noch im selben Jahr in verschiedenen Formaten, wobei die CD-Fassung über zwei exklusive Bonustitel verfügte. MG Records und Baron Music gaben 1991 jeweils MC-Fassungen des Albums heraus, über die Plattenfirma Victor erschien die CD außerdem am 21. August 1991 in Japan. 2005 brachte das russische Label Союз (Sojus) eine weitere CD-Version auf den Markt. Außerdem existiert eine über Sanctuary Records erschienene Remastered Edition.
Im Jahr 2005 gaben Tankard ihre erste Live-DVD heraus, die sich mit dem Titel Fat, Ugly and Still (A)Live an die Veröffentlichung aus dem Jahr 1991 anschließt.

## Albumtitel
Für den Albumtitel existieren leicht variierende Schreibweisen. So ist die Platte laut Cover als Fat … Ugly & Live betitelt, eine Variante, die sich auch in den Metal Archives findet. Die CD selbst ist mit Fat, Ugly & Live und der Inlay-Rücken mit Fat, Ugly And Live beschriftet. Letztgenannte Variation findet sich, ohne das Komma, auch auf der Internetseite der Band. Die 1991 von Baron Music publizierte inoffizielle MC-Version trägt den Titel Fet Ugly and Live.

## Cover
Das Albumcover zeigt ein zwischen roten Vorhangtüchern stehendes beleibtes Schwein mit menschenähnlichem Körper, grauer Hautfarbe, gefletschten Zähnen und einem roten Irokesenschnitt. Es hat eine pinke Gitarre umgehängt und trägt eine schwarze Lederjacke mit Innenfutter in Leopardenfelloptik. Darunter ist es mit einem schwarzen T-Shirt bekleidet, auf dem der Albumtitel in der Schreibweise Fat … Ugly & Live zu lesen ist. Das Bandlogo befindet sich in der rechten oberen Bildecke.

## Titelliste
1. The Meaning of Life – 5:40
2. Mercenary – 3:39
3. Beermuda – 4:42
4. Total Addiction – 3:53
5. Poison – 5:45
6. We Are Us – 5:17 (CD Bonustitel)
7. Maniac Forces – 4:43 (CD Bonustitel)
8. Live to Dive – 3:19
9. Chemical Invasion – 5:48
10. The Morning After – 4:44
11. Space Beer – 4:46
12. Medley (Alcohol, Puke, Mon Cheri, Wonderful Life) – 5:07
13. (Empty) Tankard – 6:52

Da die Ansagen auf der ersten CD-Version z. T. als eigene Tracks hinterlegt sind und diese dadurch 17 Tracks enthält, entsprechen die Nummern der Tracks nicht denen der einzelnen Lieder.

## Rezeption
In der 51. Ausgabe des Rock Hard erhielt das Album 9 von 10 Punkten, wobei der Rezensent den „originelle[n] Thrash“ lobte, der „astrein produziert“ ist.
Laut Kritik auf metal.de wird auf dem Album „ein wahres Freudenfeuer entfacht“, wobei die Klangqualität „noch heute ihresgleichen sucht“.
Die Gesamtbewertung aller Ausgaben auf Discogs liegt, gemessen an 97 Kritiken, bei durchschnittlich 4,16 von 5 Punkten.
Auf Rate Your Music ist das Album inkl. der Neuveröffentlichung mit 3,48 von 5 möglichen Punkten bewertet, verteilt auf 84 Kritiken.